# Otto Hieronimus

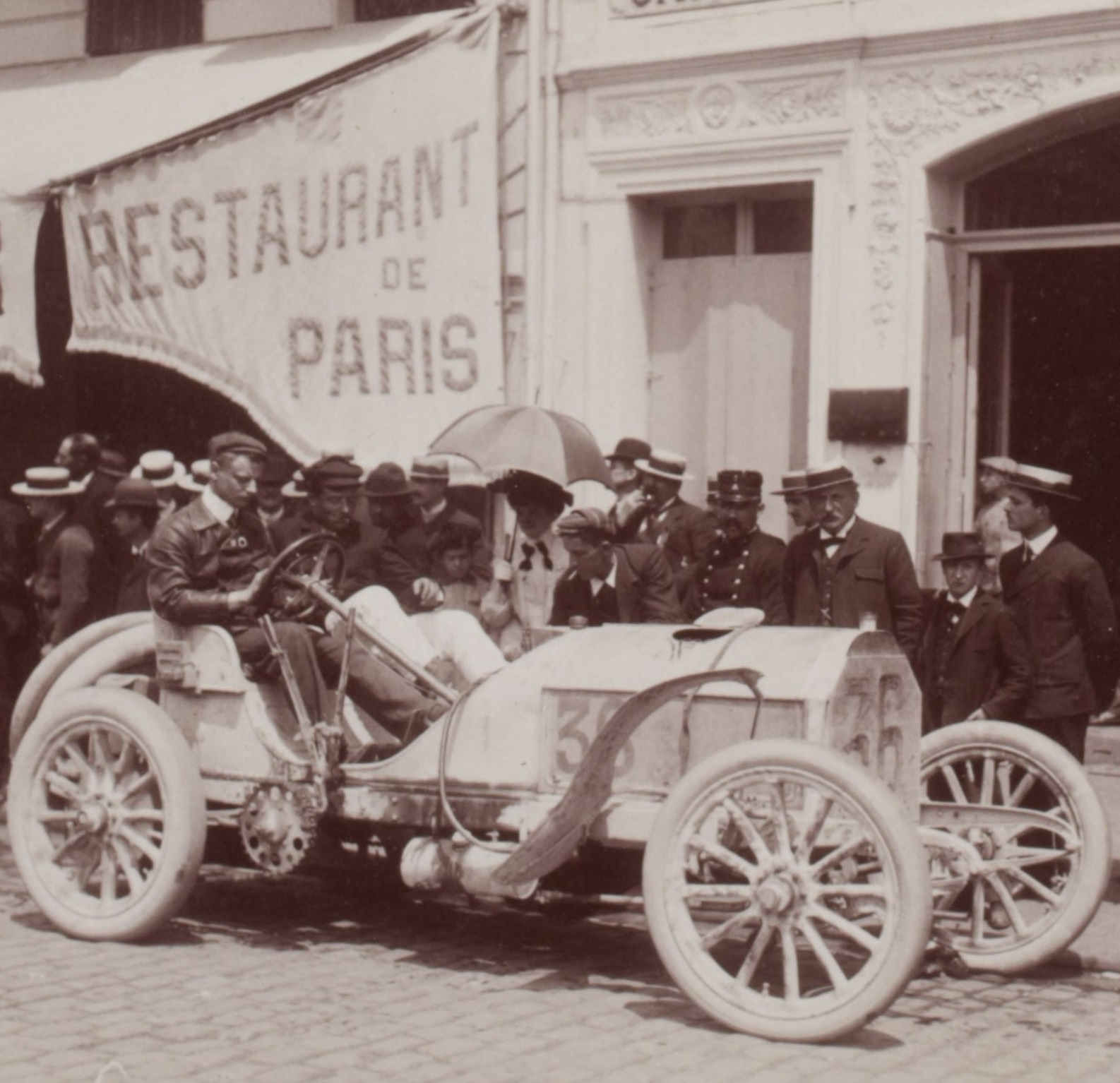
Otto Hieronimus au départ du...

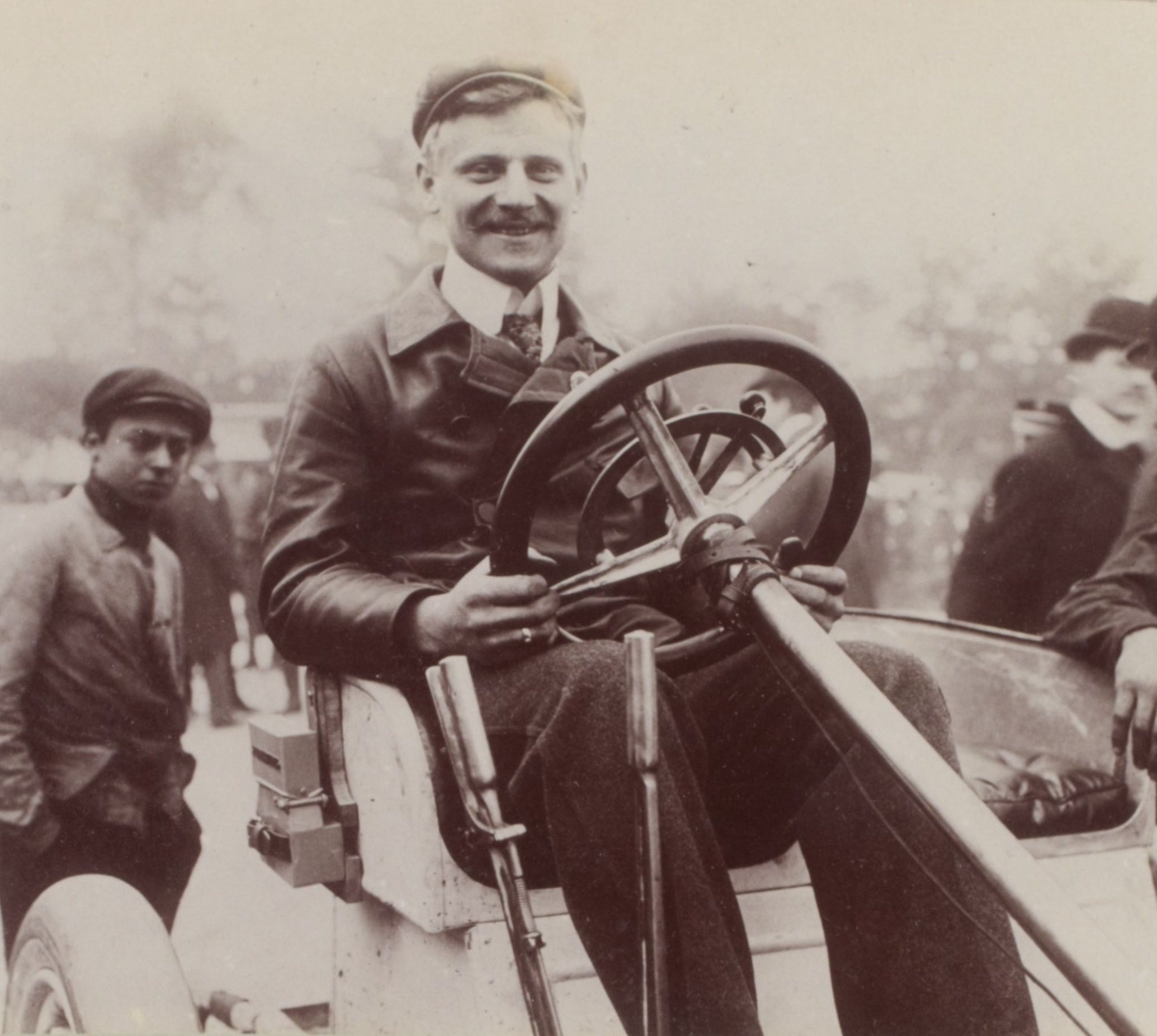
...Paris-Madrid 1903...

Otto Hieronimus, né le 26 juillet 1879 à Cologne et décédé le 8 mai 1922 à Graz, est un ancien constructeur et pilote automobile germano-autrichien, essentiellement de courses de côtes.

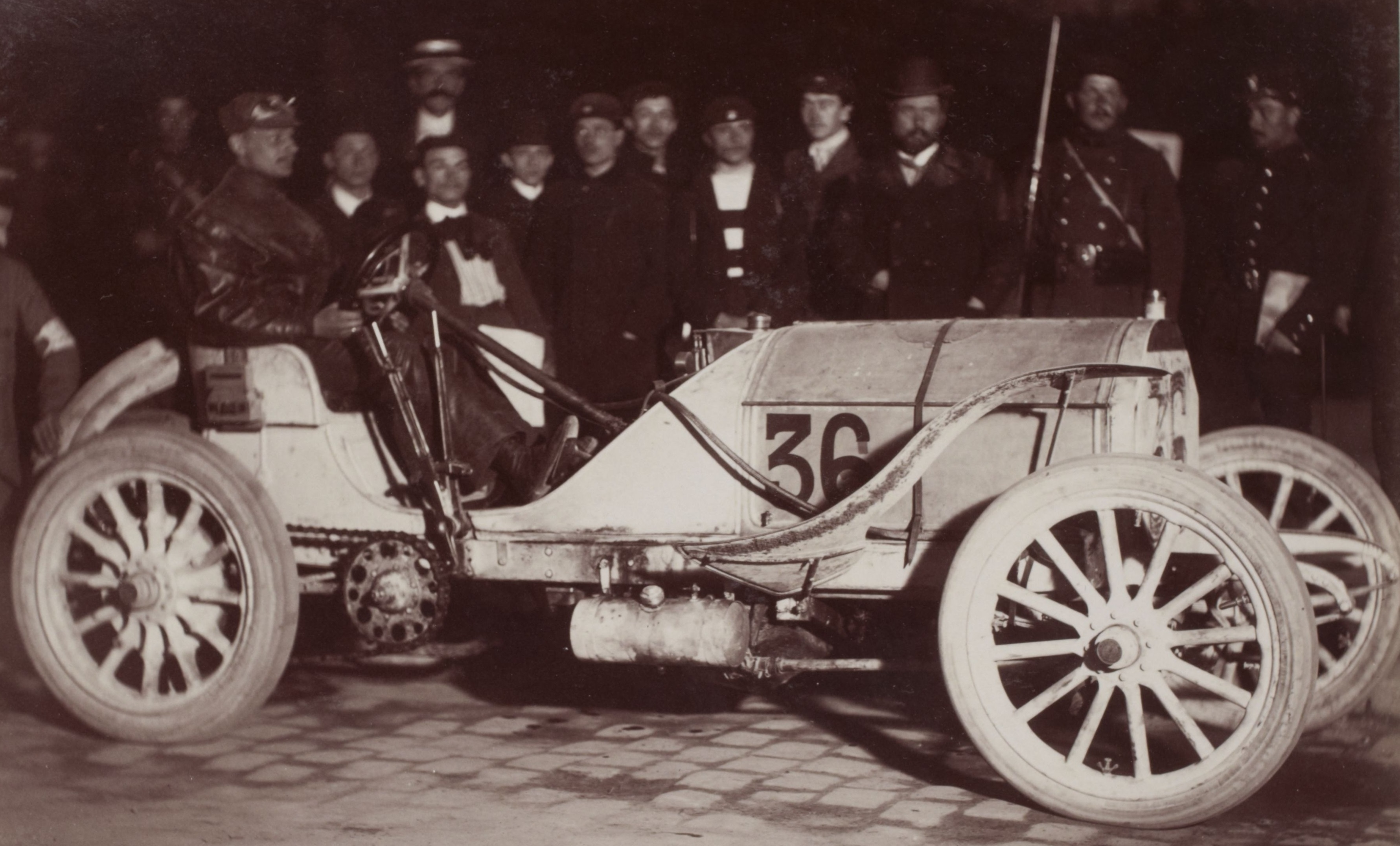
...puis en course avec sa Mercedes.

## Biographie

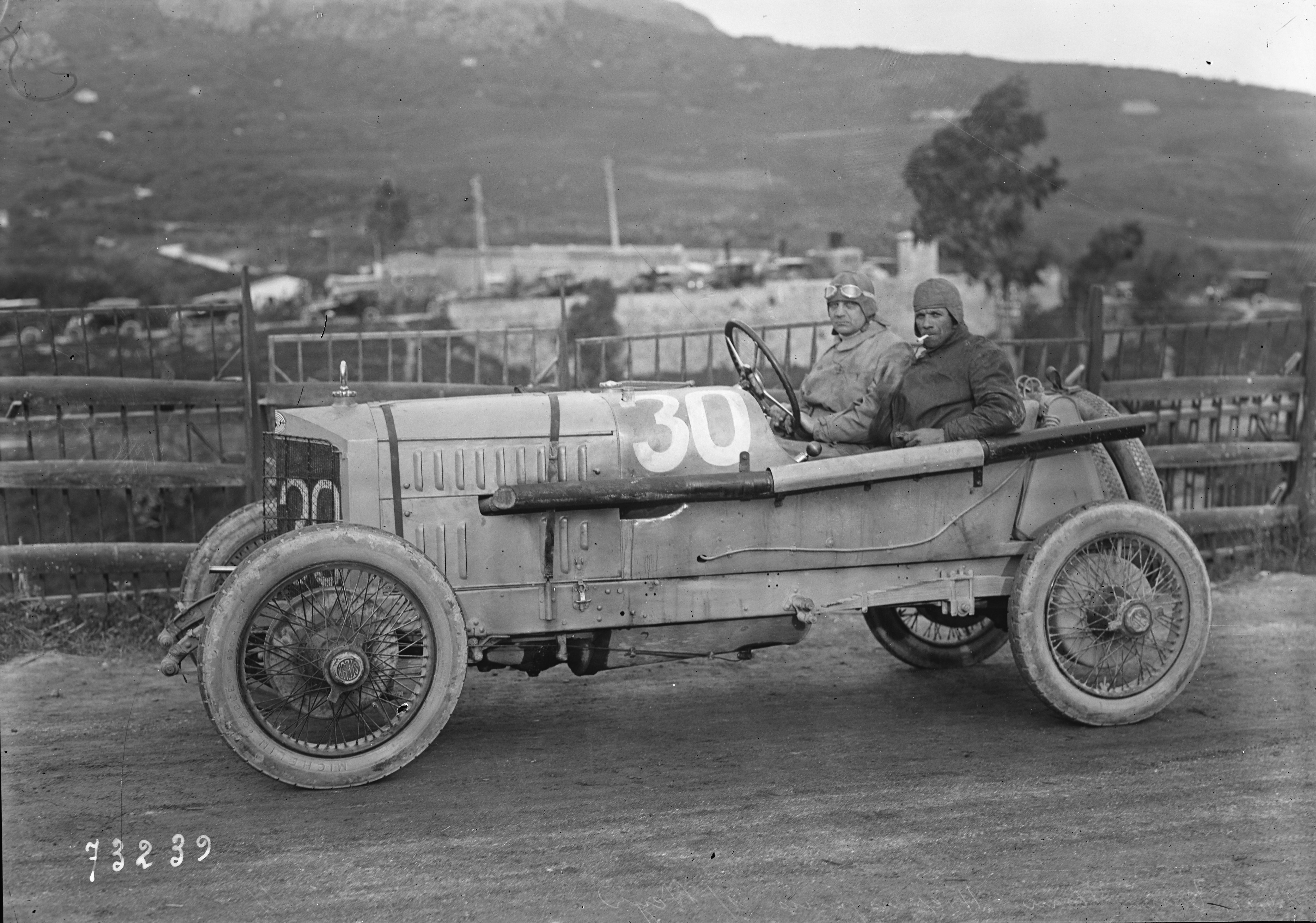
Otto Hieronimus à la Targa Florio en 1922.

Fils du concessionnaire Benz pour Cologne, il fut l'un des pilotes autrichiens les plus primés de son époque.
De 1896 à 1898 il a été employé par la firme Benz à Mannheim, et a parfait sa formation technique à l'usine pilote de Hildburghausen. 
En 1901 il est engagé par Arnold Spitz, alors le plus grand détaillant automobile de Vienne, lors du transfert d'un véhicule. De 1902 à 1903 il construit des voitures au nom de celui-ci (les Spitz-Wagen ou S.W.) dans les établissements Gräf & Stift. En 1909, il travaille comme directeur de programme et ingénieur chez Laurin & Klement, les prédécesseurs de la marque Škoda.
Durant la Première Guerre mondiale, il fut à temps plein concepteur des moteurs d'avions Hiero, ayant déjà quitté Laurin & Klement en mai 1911.
À la signature du traité de paix de Saint-Germain, il revint définitivement travailler dans l'industrie automobile. 
Devenu directeur technique de la société autrichienne de l'armurerie, il s'écrasa avec sa Steyr 3 L. durant l'entraînement en vue de la course de Riesberg, à Gratz. 
Il fut enterré le 16 mai 1922 au cimetière de Dornbach, à Vienne.

## Palmarès[1]

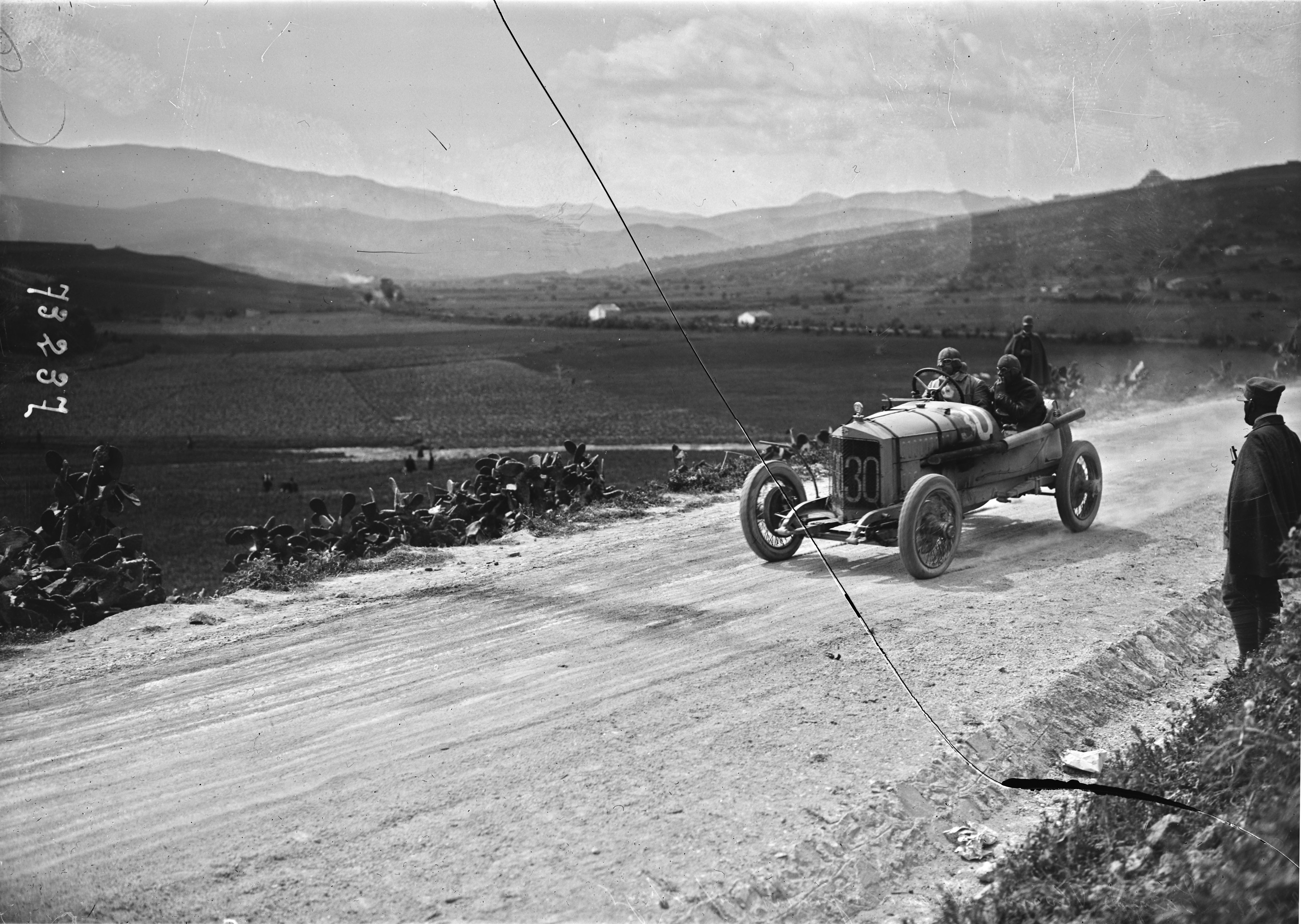
Targa Florio 1922.

- 1901, 1903 et 1904: course de côte d'Exelberg (Vienne), sur De Dion-Bouton (1), puis sur Spitz 60 hp (2);
- 1903: course de côte Nice - La Turbie, sur Mercedes 60 hp;
- 1903: deuxième Coupe Rothschild du kilomètre départ lancé, toujours dans le cadre de la Semaine -ou Quinzaine- de Nice[2];
- 1905: course de côte du Kesselberg (lors de la Herkomer Konkurrenz), sur Mercedes 90 hp;
- 1908: victoire de classe lors du rallye Saint-Pétersbourg - Moscou, sur  Laurin & Klement FC 16hp;
- 1908: recordman mondial de vitesse sur l'anneau de Brooklands (le premier circuit automobile permanent ayant existé)[3];
- 1911: course de côte Zbraslav - Jíloviště (Prague), sur Laurin-Klement;
- 1911: course de côte de Trieste-Opicina, sur Laurin-Klement;
- 1914: course Alpen- und Karpatenfahrt;
  - 1908: 5e de la course Saint-Pétersbourg-Moscou sur Laurin-Klement[4];
  - 1922: 7e de la Targa Florio, et vainqueur de la classe 3 L sur Steyr.

(nb: participation à la course automobile Paris-Madrid en 1903, sur Mercedes)

## Bibliographie

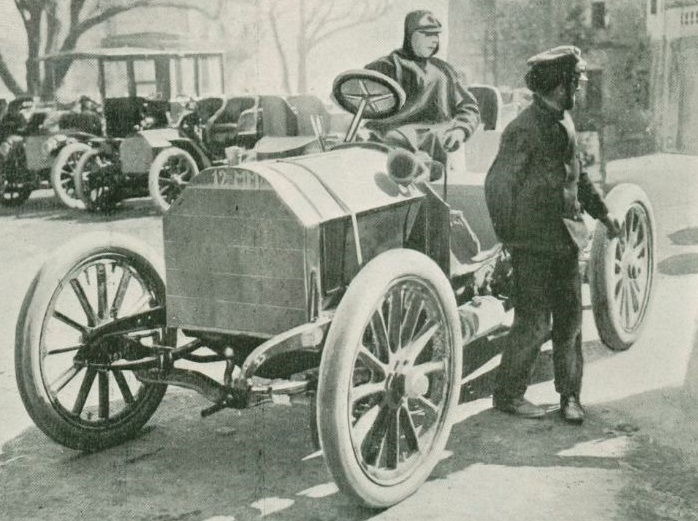
Otto Hieronimus, vainqueur en avril 1903 à La Turbie, sur Spitz.